# Distretto di Bang Mun Nak
Il distretto di Bang Mun Nak (in thailandese: บางมูลนาก) è un distretto (amphoe) della Thailandia, situato nella provincia di Phichit.